# Premio Nébula a la mejor novela
El Premio Nebula a la mejor novela (Nebula Award for Best Novel) es un premio literario otorgado anualmente desde 1965 por la Asociación de escritores de ciencia ficción y fantasía de Estados Unidos (SFWA) a obras de ciencia ficción o de fantasía de más de 40.000 palabras de extensión.
La persona más galardonada de este premio es Ursula K. Le Guin, quien lo recibió en cuatro ocasiones: en 1969 por La mano izquierda de la oscuridad, en 1974 por Los desposeídos, en 1990 por Tehanu y en 2008 por Powers.

## Ganadores y otros nominados
| Año  | Ganador                                                                                                   | Otros nominados |
| ---- | --- | --- |
| 1965 | Dune de Frank Herbert                                                                                     | - Toda la carne es hierba de Clifford D. Simak - Invasión subterránea de Theodore Thomas y Kate Wilhelm - Dr. Bloodmoney de Philip K. Dick - The Escape Orbit de James White - Los genocidas de Thomas M. Disch - Nova express de William Burroughs - A Plague of Demons de Keith Laumer - Rogue Dragon de Avram Davidson - The Ship That Sailed the Time Stream de G.C. Edmondson - The Star Fox de Poul Anderson - Los tres estigmas de Palmer Eldritch de Philip K. Dick |
| 1966 | (ex aequo) - Babel-17 de Samuel R. Delany - Flores para Algernon de Daniel Keyes                          | - La Luna es una cruel amante de Robert A. Heinlein |
| 1967 | La intersección de Einstein de Samuel R. Delany                                                           | - Chthon de Piers Anthony - The Eskimo Invasion de Hayden Howard - El señor de la luz de Roger Zelazny - Espinas de Robert Silverberg |
| 1968 | Rito de iniciación de Alexei Panshin                                                                      | - Black Easter de James Blish - ¿Sueñan los androides con ovejas eléctricas? de Philip K. Dick - Las máscaras del tiempo de Robert Silverberg - La tercera oportunidad de R. A. Lafferty - Picnic en paraíso de Joanna Russ - Todos sobre Zanzíbar de John Brunner |
| 1969 | La mano izquierda de la oscuridad de Ursula K. Le Guin                                                    | - Incordie a Jack Barron de Norman Spinrad - La isla de los muertos de Roger Zelazny - Órbita inestable de John Brunner - Matadero cinco de Kurt Vonnegut - Por el tiempo de Robert Silverberg |
| 1970 | Mundo Anillo de Larry Niven                                                                               | - La muerte del caos de Joanna Russ - Fourth Mansions de R.A. Lafferty - The Steel Crocodile de D.G. Compton - La torre de cristal de Robert Silverberg - El año del sol tranquilo de Wilson Tucker |
| 1971 | Tiempo de cambios de Robert Silverberg                                                                    | - The Byworlder de Poul Anderson - The Devil is Dead de R. A. Lafferty - Más que humano de T. J. Bass - La rueda del cielo de Ursula K. LeGuin - Margaret and I de Kate Wilhelm |
| 1972 | Los propios dioses de Isaac Asimov                                                                        | - El libro de los cráneos de Robert Silverberg - Muero por dentro de Robert Silverberg - El sueño de hierro de Norman Spinrad - El rebaño ciego de John Brunner - What Entropy Means to Me de George Alec Effinger - When Harlie Was One de David Gerrold |
| 1973 | Cita con Rama de Arthur C. Clarke                                                                         | - El arco iris de gravedad de Thomas Pynchon - The Man Who Folded Himself de David Gerrold - The People of the Wind de Poul Anderson - Tiempo para amar de Robert A. Heinlein |
| 1974 | Los desposeídos de Ursula K. Le Guin                                                                      | - 334 de Thomas M. Disch - Fluyan mis lágrimas, dijo el policía de Philip K. Dick - La ballena Dios de T. J. Bass |
| 1975 | La guerra interminable de Joe Haldeman                                                                    | - Autumn Angels de Arthur Byron - The Birthgrave de Tanith Lee - Computer connection de Alfred Bester - Dhalgren de Samuel R. Delany (Publicado en España en tres volúmenes separados, titulados: Prisma, Espejo, Lentes; En Tiempo de Plaga y Palimpsesto) - Doorways in the Sand de Roger Zelazny - Empotrados de Ian Watson - The Exile Waiting de Vonda N. McIntyre - El hombre hembra de Joanna Russ - A Funeral for the Eyes of Fire de Michael Bishop - Guernica Night de Barry N. Malzberg - La herencia de los hastur de Marion Zimmer Bradley - Las ciudades invisibles de Italo Calvino - A Midsummer Tempest de Poul Anderson - The Missing Man de Katherine Maclean - La paja en el ojo de Dios de Larry Niven & Jerry Pournelle - Ragtime de E.L. Doctorow - El hombre estocástico de Robert Silverberg |
| 1976 | Homo Plus de Frederik Pohl                                                                                | - Inferno de Larry Niven y Jerry Pournelle - Islands de Marta Randall - Sadrac en el horno de Robert Silverberg - Tritón de Samuel R. Delany - Donde Solían Cantar los Dulces Pájaros de Kate Wilhelm |
| 1977 | Pórtico de Frederik Pohl                                                                                  | - Cirque de Terry Carr - En el océano de la noche de Greg Benford - Moonstar Odyssey de David Gerrold - Sword of Demon de Richard Lupoff |
| 1978 | Serpiente del sueño de Vonda N. McIntyre                                                                  | - Blind Voices de Tom Reamy - The Faded Sun de Caroline Janice Cherry - Kalki de Gore Vidal - Strangers de Gardner Dozois |
| 1979 | Las fuentes del paraíso de Arthur C. Clarke                                                               | - Jem de Frederik Pohl - Juniper Time de Kate Wilhelm - En alas de la canción de Thomas M. Disch - The Road to Corlay de Richard Cowper - Titán de John Varley |
| 1980 | Cronopaisaje de Gregory Benford                                                                           | - Tras el incierto horizonte de Frederik Pohl - El pájaro burlón de Walter Tevis - The Orphan de Robert Stallman - La sombra del torturador de Gene Wolfe - La reina de la nieve de Joan D. Vinge |
| 1981 | La garra del conciliador de Gene Wolfe                                                                    | - Pequeño, grande de John Crowley - La tierra multicolor de Julian May - Radix de A.A. Attanasio - Dudo errante: riddley walker de Russell Hoban - El tapiz del vampiro de Suzy McKee Charnas |
| 1982 | Sólo un enemigo: el tiempo de Michael Bishop                                                              | - Los límites de la fundación de Isaac Asimov - Viernes de Robert A. Heinlein - Heliconia: Primavera de Brian Aldiss - La espada del lictor de Gene Wolfe - La transmigración de Timothy Archer de Philip K. Dick |
| 1983 | Marea estelar de David Brin                                                                               | - Contra el infinito de Gregory Benford - La ciudadela del autarca de Gene Wolfe - El jardín de Suldrun de Jack Vance - Té con el dragón negro de R. A. MacAvoy - The Void Captain's Tale de Norman Spinrad |
| 1984 | Neuromante de William Gibson                                                                              | - Frontera de Lewis Shiner - Los árboles integrales de Larry Niven - Job, una comedia de justicia de Robert A. Heinlein - The Man Who Melted de Jack Dann - La playa salvaje de Kim Stanley Robinson |
| 1985 | El juego de Ender de Orson Scott Card                                                                     | - Música en la sangre de Greg Bear - Cena en el palacio de la discordia de Tim Powers - Heliconia: Invierno de Brian Aldiss - El cartero de David Brin - La reconstrucción de Sigmund Freud de Barry Malzberg - Cismatrix de Bruce Sterling |
| 1986 | La voz de los muertos de Orson Scott Card                                                                 | - Conde Cero de William Gibson - Free Live Free de Gene Wolfe - El cuento de la criada de Margaret Atwood - The Journal of Nicholas the American de Leigh Kennedy - This is the Way the World Ends de James Morrow |
| 1987 | La mujer que caía de Pat Murphy                                                                           | - La fragua de Dios de Greg Bear - Soldado de la niebla de Gene Wolfe - La rebelión de los pupilos de David Brin - Vergil in Averno de Avram Davidson - Cuando falla la gravedad de George Alec Effinger |
| 1988 | En caída libre de Lois McMaster Bujold                                                                    | - Deserted Cities of the Heart de Lewis Shiner - Drowning Towers de George Turner - Gran río del espacio de Gregory Benford - Mona Lisa acelerada de William Gibson - El profeta rojo de Orson Scott Card - La Urth del Sol Nuevo de Gene Wolfe |
| 1989 | The Healer's War de Elizabeth Ann Scarborough                                                             | - La nave de un millón de años de Poul Anderson - Alvin el aprendiz de Orson Scott Card - American Apocalypse (TM) de John Kessel - Marfil de Mike Resnick - Hermana luz, Hermana sombra de Jane Yolen |
| 1990 | Tehanu de Ursula K. Le Guin                                                                               | - Mary Reilly de Valerie Martin - Su hija unigénita de James Morrow - La caída de Hyperion de Dan Simmons - Redshift Rendezvous de John E. Stith - Blanca Jenna de Jane Yolen |
| 1991 | Las estaciones de la marea de Michael Swanwick                                                            | - Orbital Resonance de John Barnes - Barrayar de Lois McMaster Bujold - Danza de huesos de Emma Bull - Synners de Pat Cadigan - La máquina diferencial de Bruce Sterling y William Gibson |
| 1992 | El libro del Día del Juicio Final de Connie Willis                                                        | - A Million Open Doors de John Barnes - Sarah Canary de Karen Joy Fowler - China Mountain Zhang de Maureen F. McHugh - Un fuego sobre el abismo de Vernor Vinge - Briar Rose de Jane Yolen |
| 1993 | Marte rojo de Kim Stanley Robinson                                                                        | - Assemblers of Infinity de Kevin J. Anderson y Doug Beason - Hard Landing de A.J. Budrys - Mendigos en España de Nancy Kress - Nocturno del sol largo de Gene Wolfe |
| 1994 | Marte se mueve de Greg Bear                                                                               | - Parable of the Sower de Octavia E. Butler - Gun, with Occasional Music de Jonathan Lethem - Remolcando a Jehová de James Morrow - Temporary Agency de Rachel Pollack - Marte verde de Kim Stanley Robinson - A Night in the Lonesome October de Roger Zelazny |
| 1995 | El experimento terminal de Robert J. Sawyer                                                               | - Mother of Storms de John Barnes - Mendigos y opulentos de Nancy Kress - Celestis de Paul Park - Metropolitan de Walter Jon Williams - Caldé del Sol Largo de Gene Wolfe |
| 1996 | Río Lento de Nicola Griffith                                                                              | - The Silent Strength of Stones de Nina Kiriki Hoffman - Winter Rose de Patricia McKillip - Expiration Date de Tim Powers - Starplex de Robert J. Sawyer - La era del diamante: manual ilustrado para jovencitas de Neal Stephenson |
| 1997 | La luna y el sol de Vonda N. McIntyre                                                                     | - Recuerdos de Lois McMaster Bujold - Los dragones del rey de Kate Elliott - Juego de tronos de George R. R. Martin - Ancient Shores de Jack McDevitt - City on Fire de Walter Jon Williams - Oveja mansa de Connie Willis |
| 1998 | Paz interminable de Joe Haldeman                                                                          | - The Last Hawk de Catherine Asaro - Moonfall de Jack McDevitt - How Few Remain de Harry Turtledove - La muerte del nigromante de Martha Wells - Por no mencionar al perro de Connie Willis |
| 1999 | Parable of the Talents de Octavia E. Butler                                                               | - The Cassini Division de Ken MacLeod - Choque de Reyes de George R. R. Martin - Mission Child de Maureen F. McHugh - Mockingbird de Sean Stewart - Un abismo en el cielo de Vernor Vinge |
| 2000 | La radio de Darwin de Greg Bear                                                                           | - Una campaña civil de Lois McMaster Bujold - Crescent City Rhapsody de Kathleen Ann Goonan - Ladrona de medianoche de Nalo Hopkinson - Infinity Beach de Jack McDevitt - Forests of the Heart de Charles de Lint |
| 2001 | Rosa cuántica de Catherine Asaro                                                                          | - Eternity's End de Jeffrey A. Carver - A través de Marte de Geoffrey A. Landis - Tormenta de espadas de George R. R. Martin - The Collapsium de Wil McCarthy - The Tower at Stony Wood de Patricia A. McKillip - Declara de Tim Powers - Tránsito de Connie Willis |
| 2002 | American Gods de Neil Gaiman                                                                              | - Solitaire de Kelley Eskridge - En el otro viento de Ursula K. Le Guin - Picoverse de Robert A. Metzger - La estación de la calle Perdido de China Miéville - Atrapados en la prehistoria de Michael Swanwick |
| 2003 | La velocidad de la oscuridad de Elizabeth Moon                                                            | - Inmunidad diplomática de Lois McMaster Bujold - The Mount de Carol Emshwiller - Light Music de Kathleen Ann Goonan - The Salt Roads de Nalo Hopkinson - Chindi by Jack McDevitt |
| 2004 | Paladín de almas de Lois McMaster Bujold                                                                  | - Tocando fondo de Cory Doctorow - Omega de Jack McDevitt - El atlas de las nubes de David Mitchell - Perfect Circle de Sean Stewart - El Caballero de Gene Wolfe |
| 2005 | Camuflaje de Joe Haldeman                                                                                 | - Jonathan Strange y el señor Norrell de Susanna Clarke - Polaris de Jack McDevitt - Cartas en el asunto de Terry Pratchett - Aire ✍ de Geoff Ryman - Orphans of Chaos de John C. Wright |
| 2006 | Última misión: Margolia de Jack McDevitt                                                                  | - From the Files of the Time Rangers de Richard Bowes - La niña del cristal de Jeffrey Ford - El privilegio de la espada de Ellen Kushner - To Crush the Moon de Wil McCarthy - El círculo de Farthing ✍ de Jo Walton |
| 2007 | El sindicato de policía yiddish de Michael Chabon                                                         | - Ragamuffin de Tobias Buckell - The new moon's arms de Nalo Hopkinson - Odyssey de Jack McDevitt - The accidental time machine de Joe Haldeman |
| 2008 | Powers de Ursula K. Le Guin                                                                               | - Pequeño hermano de Cory Doctorow - Cauldron de Jack McDevitt - Brasyl de Ian McDonald - Dinero a mansalva de Terry Pratchett - Superpowers de David J. Schwartz |
| 2009 | La chica mecánica de Paolo Bacigalupi                                                                     | - The Love We Share Without Knowing de Christopher Barzak - Flesh and Fire de Laura Anne Gilman - La ciudad y la ciudad de China Miéville - Boneshaker de Cherie Priest - Finch de Jeff VanderMeer |
| 2010 | El apagón/Cese de alerta de Connie Willis                                                                 | - The Native Star de M.K. Hobson - Los cien mil reinos de N. K. Jemisin - Shades of Milk and Honey de Mary Robinette Kowal - Echo de Jack McDevitt - Who Fears Death de Nnedi Okorafor |
| 2011 | Entre extraños de Jo Walton                                                                               | - Embassytown de China Miéville - Firebird de Jack McDevitt - God's War de Kameron Hurley - Mechanique: a Tale of the Circus Tresaulti de Genevieve Valentine - The Kingdom of Gods ✍ de N. K. Jemisin |
| 2012 | 2312 de Kim Stanley Robinson                                                                              | - El Trono de la Luna Creciente de Saladin Ahmed - Ironskin de Tina Connolly - The Killing Moon ✍ de N. K. Jemisin - La joven ahogada de Caitlín R. Kiernan - Glamour in Glass de Mary Robinette Kowal |
| 2013 | Justicia auxiliar de Ann Leckie                                                                           | - We Are All Completely Beside Ourselves de Karen Joy Fowler - The Ocean at the End of the Lane de Neil Gaiman - Fire with Fire de Charles E. Gannon - Hild de Nicola Griffith - The Red: First Light de Linda Nagata - A Stranger in Olondria de Sofia Samatar - The Golem and the Jinni de Helene Wecker |
| 2014 | Aniquilación de Jeff VanderMeer                                                                           | - The Goblin Emperor de Katherine Addison - Trial by Fire de Charles E. Gannon - Espada auxiliar de Ann Leckie - El problema de los tres cuerpos de Liu Cixin - Coming Home de Jack McDevitt |
| 2015 | Un cuento oscuro de Naomi Novik                                                                           | - Misericordia auxiliar de Ann Leckie - Barsk: The Elephants' Graveyard de Lawrence M. Schoen - La quinta estación de N. K. Jemisin - La gracia de los reyes ✍ de Ken Liu - Raising Caine de Charles E. Gannon - Updraft de Fran Wilde |
| 2016 | Todos los pájaros del cielo de Charlie Jane Anders                                                        | - Borderline de Mishell Baker - El portal de los obeliscos de N. K. Jemisin - Ninefox Gambit de Yoon Ha Lee - Everfair de Nisi Shawl |
| 2017 | El Cielo de Piedra de N. K. Jemisin                                                                       | - Amberlough de Lara Elena Donnelly - The Strange Case of the Alchemist's Daughter de Theodora Goss - Spoonbenders de Daryl Gregory - Six Wakes" de Mur Lafferty - Jade City de Fonda Lee - Autonomous de Annalee Newits |
| 2018 | The Calculating Stars de Mary Robinette Kowal                                                             | - Blackfish City de Sam J. Miller - The Poppy War de R. F. Kuang - Spinning Silver de Naomi Novik - Trail of Lightning de Rebecca Roanhorse - Witchmark de C. L. Polk |
| 2019 | A Song for a New Day de Sarah Pinsker                                                                     | - Marque of Caine de Charles E. Gannon - The Ten Thousand Doors of January de Alix E. Harrow - A Memory Called Empire de Arkady Martine - Gods of Jade and Shadow de Silvia Moreno-Garcia - Gideon the Ninth de Tamsyn Muir |
| 2020 | Network Effect de Martha Wells                                                                            | - Piranesi de Susanna Clarke - The City We Became de N.K. Jemisin - Mexican Gothic de Silvia Moreno-Garcia - The Midnight Bargain de C. L. Polk - Black Sun de Rebecca Roanhorse |
| 2021 | A Master of Djinn, P. Djèlí Clark                                                                         | - The Unbroken, C. L. Clark - Machinehood, S. B. Divya - A Desolation Called Peace, Arkady Martine - Plague Birds, Jason Sanford |
| 2022 | Babel: Or the Necessity of Violence: An Arcane History of the Oxford Translators' Revolution, R. F. Kuang | - Legends & Lattes, Travis Baldree - Spear, Nicola Griffith - Nettle & Bone, T. Kingfisher - Nona the Ninth, Tamsyn Muir - The Mountain in the Sea, Ray Nayle |
| 2023 | The Saint of Bright Doors, Vajra Chandrasekera                                                            | - The Water Outlaw, S. L. Huang - Translation State, Ann Leckie - The Terraformers, Annalee Newitz - Shigidi and the Brass Head of Obalufon, Wole Talabi - Witch King, Martha Wells |

## Otras categorías de los premios Nébula
- Premio Nébula a la mejor novela corta
- Premio Nébula al mejor relato
- Premio Nébula al mejor relato corto
- Premio Nébula al mejor guion